# Station Dingwall
Station Dingwall (Engels: Dingwall railway station; Schots-Gaelisch: Stèisean Inbhir Pheofharain, ook al is het stationsbord verkeerd gespeld namelijk als Inbhirpheofharain) is het spoorwegstation van de Schotse plaats Dingwall.
Station Dingwall ligt aan de Far North Line, die Inverness met Thurso en Wick verbindt. Te Dingwall begint de Kyle of Lochalsh Line, die naar Kyle of Lochalsh aan de Schotse noordwestkust loopt.

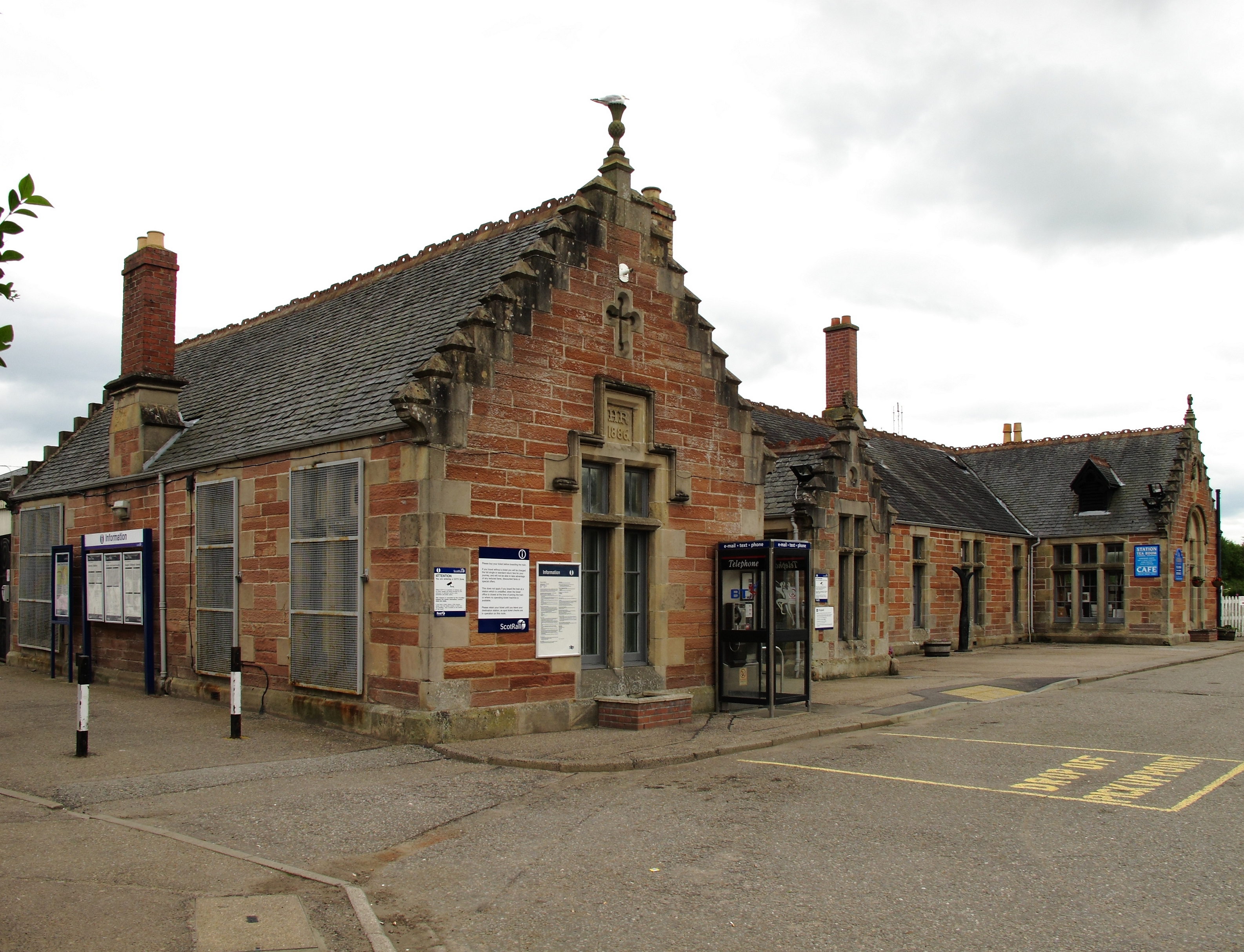
De straatzijde van het stationsgebouw van Dingwall